# Lewisia triphylla
Lewisia triphylla är en källörtsväxtart som först beskrevs av S. Wats., och fick sitt nu gällande namn av B.L. Robins. Lewisia triphylla ingår i släktet Lewisia och familjen källörtsväxter. Inga underarter finns listade i Catalogue of Life.

## Bildgalleri

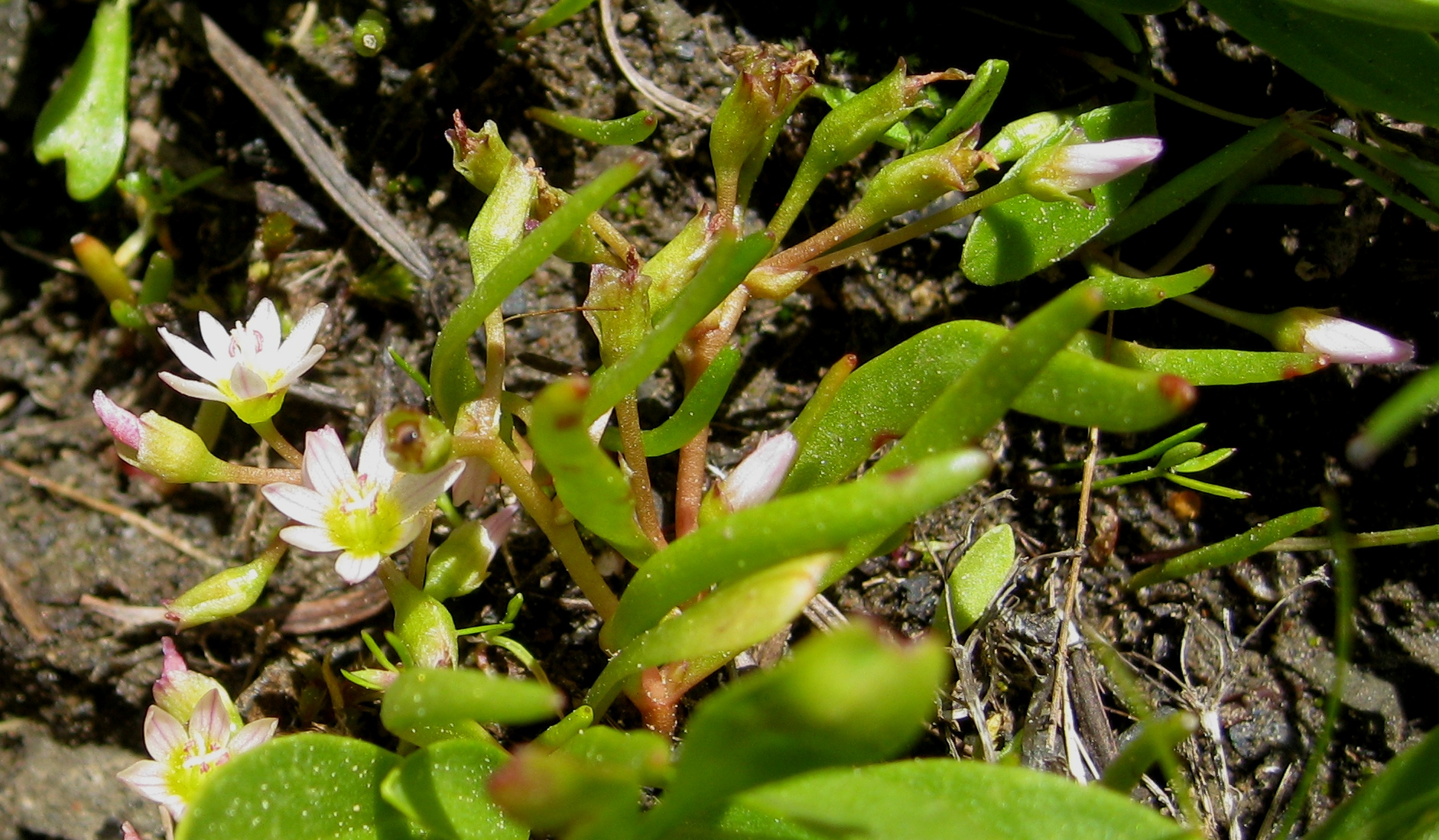